# Suối Tiên (Phan Thiết)

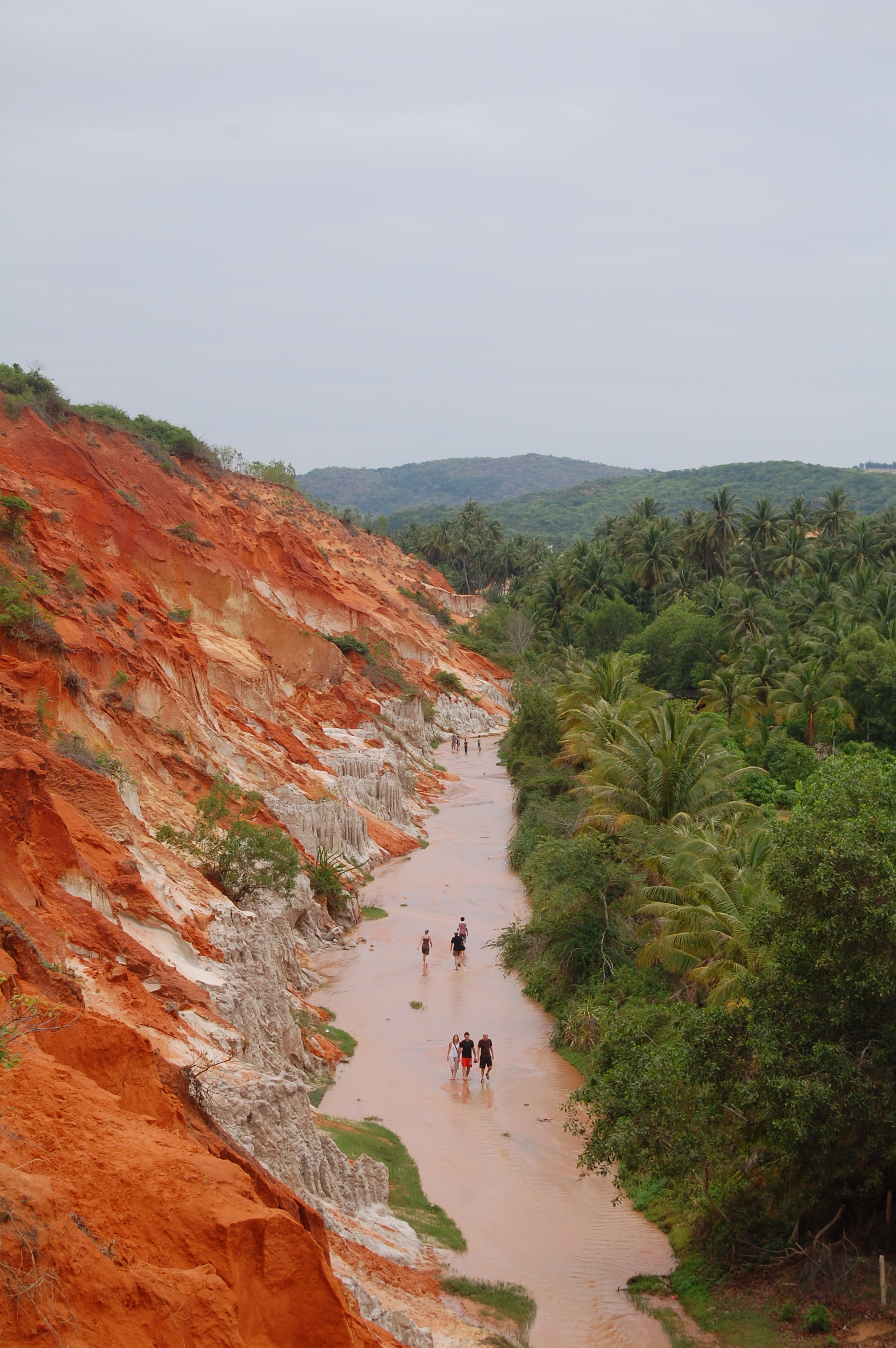

Suối Tiên là một khe nước nhỏ đổ ra biển, thuộc phường Hàm Tiến, thành phố Phan Thiết, khu vực này được du khách đặt cho là "Bồng Lai Tiên Cảnh". Trước đây, khe nước nhỏ này còn có tên gọi là Suối Tre. Người Phan Thiết cũng ít ai biết Suối Tre vì nó nằm khuất sau những đồi cát cháy nắng.
Không gian tại đây đỏ rực bởi màu cát và nằm cách bãi biển không xa lắm. Có hàng nghìn nhũ cát lô nhô chĩa thẳng lên trời như đỉnh tháp. Cát bị mưa gió bào mòn nên có nhiều hình thù kỳ lạ, nhưng cứng như đá. Từ trên cao nhìn xuống vào lúc chiều tối, khu vực này giống như một vùng lâu đài thành quách bị lãng quên. Giữa những đỉnh nhọn có những khe, hẻm nhỏ để người ưa thám hiểm leo trèo nhưng lối nào cũng hẹp chỉ đủ một bàn chân.